# シロハツ
シロハツ（白初、学名: Russula delica）はベニタケ属（ベニタケ属は一般的にBrittlegills(モロヒダタケ)として知られている）の中型から大型のキノコ（菌類）。別名、カラバチ。英語圏ではMilk-white Brittlegillなどと呼ばれる。子実体の大部分は白く、傘は開くと淡褐色を帯びる。柄は頑丈。可食であるが、味に乏しい。秋方、森に育つ。チチタケ属のものと間違えられることが多い。

## 分類
最初に文献に見られるのは1838年のエリーアス・フリースの記載である。delicaの意味はラテン語で乳離れを表す。古い名前にはクリスティアン・ヘンドリック・ペルスーンが付けた Lactarius piperatus var. exsuccusという名前がある。
この種は何度か分類学的変転を遂げている。多く変異型と種が様々な理由によって本来の形態から分たれてきた。特にRussula chloroidesはいくつかの標本で狭い柄の上部の青から緑の範囲の帯を持つことから、いくらかの専門家によって種の位置を与えられていた。また、襞の間隔、襞の深さなどについても古くから大きな疑問が投げかけられていた。
菌類学者のジョン・ブートン・クレランドは南オーストラリア・マウントロフティー山地のユーカリの木の下で見つけたものを1935年にシロハツとして記録したが、1997年この種はCheryl Grgurinovicによって見直され、Russula maranganiaという新たな種とされた。

## 特徴
子実体は傘と柄からなるハラタケ型。土壌から離れることを嫌うかのようで、ときにはキノコの半分程度は埋まっている。その結果、傘はその粗い表面に朽ちた葉などを保持していることがよくある。
傘は径9 - 13センチメートル、大きなものでは最大20cm程度まで育ち、傘表面は滑らかで、白色であるが、傘が開くと表面は淡い茶色や汚黄土色になり、のちにやや褐色を帯びる。傘の縁は内側に巻き込まれている。巻き込まれた部分はより白い色が残っている。傘は最初は中央が窪んだ饅頭形から丸山形であるが、成長すると扁平形になって、更に開くと漏斗形になることもある。
柄は頑丈であり、白く、長さ1.3 – 3 cm、太さ2 – 5 cmと太くて短い。柄の表面は滑らかで、初め白色で、後に褐色になって上部は青みを帯びる。
傘裏のヒダは柄に対して直生から垂生であり、やや密で間隔が狭い（やや疎らとする文献もある）、はじめ白色で後にクリーム色、柄に接する部分は青緑色を帯びる。
胞子紋は類白色。担子胞子は表面に微細なイボと不完全な網目で被われた類球形であり、大きさは9.5-11 x 8-9.5マイクロメートル (μm) 、アミロイド性 。若い物は白く、切っても色が変わらない。
肉は白色でかたくて脆く、肉質はベニタケ科のキノコとしてはしっかりとしている。味は匂いとともに温和であるが、後味は辛苦く、ピリッとしている。

## 分布・生息地
日本各地のほか北半球の温帯以北に広く分布している。オーストラリアにも分布しているが、帰化したものと考えられている。ヨーロッパ各所からアジアに生息している北アメリカではまれであり、Russula brevipesと大きく置き換わっている。この種はシロハツによく似ているが、イギリスからは知られていない。
菌根菌。夏から秋にかけて、針葉樹林と広葉樹林、混生林の林内の地上に発生する。雑木林の道端の土手、公園の木の周辺などにも発生する。

## 食用
このキノコは可食であるが、味に乏しく、美味いわけではない。このためいくつかの文献には不食とある。風味にクセはないが、肉質はかたくて弾力が乏しいため、口当たりが良くないと評されている。良いダシが出るので、お吸い物や鍋物に向き、ピクルスやマリネにも合う。

## 似ているキノコ
類似している種類が他にいくつかある。子実体がやや小さく、ヒダ全体が青みを帯びるものはアイバシロハツ（）という。
チチタケ属と良く似ており、ツチカブリ、シロハツモドキ等とは非常に似ている。しかしシロハツは柄の付け根部分が青いこと、更に、これらの種は襞から乳液上の成分を出し、切った際にも乳液が滲むことから識別できる。。ツチカブリは色や形がシロハツに似ているが、ヒダを傷つけると出てくる乳液がひどく辛い。

## 参考画像

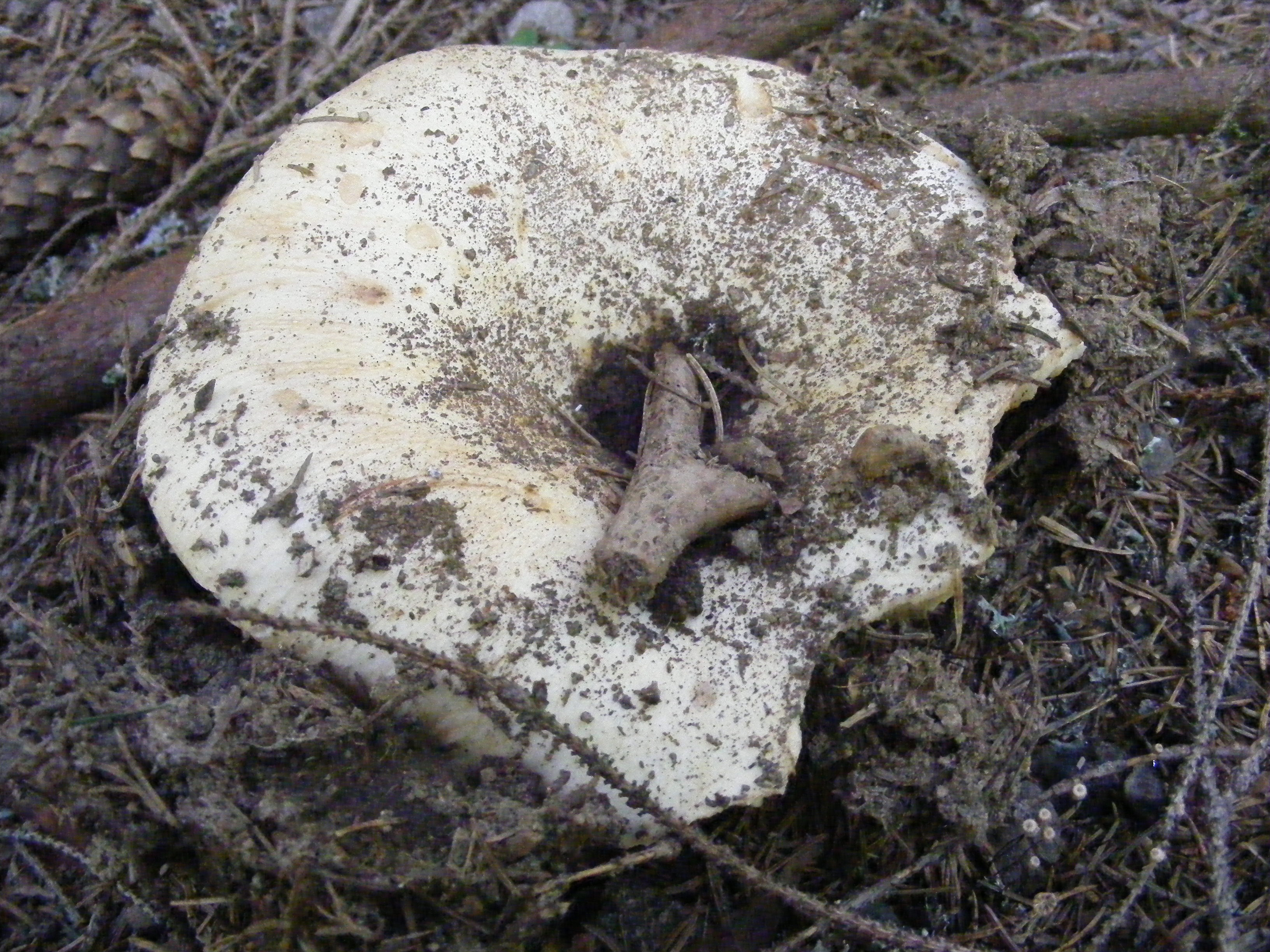
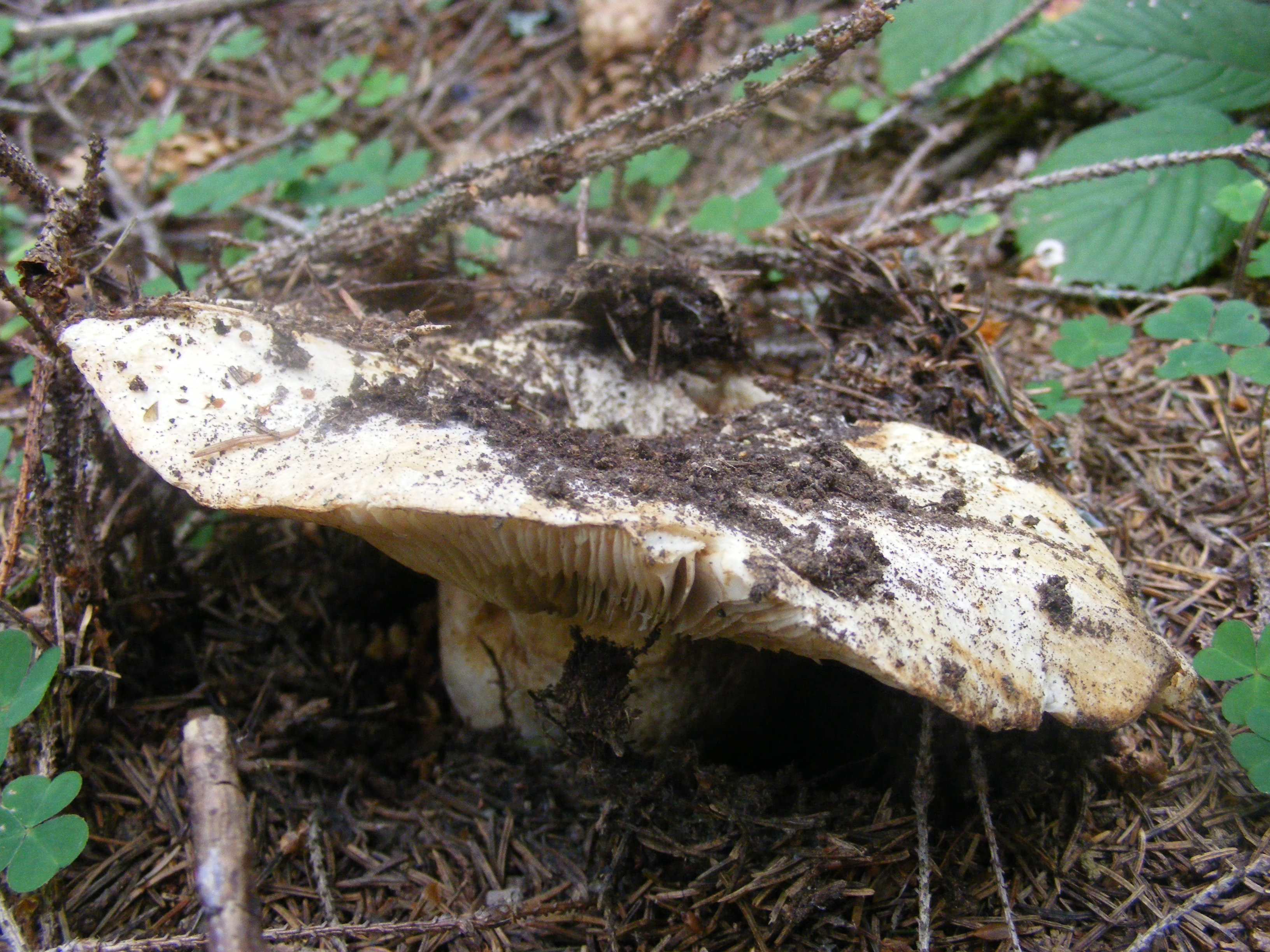
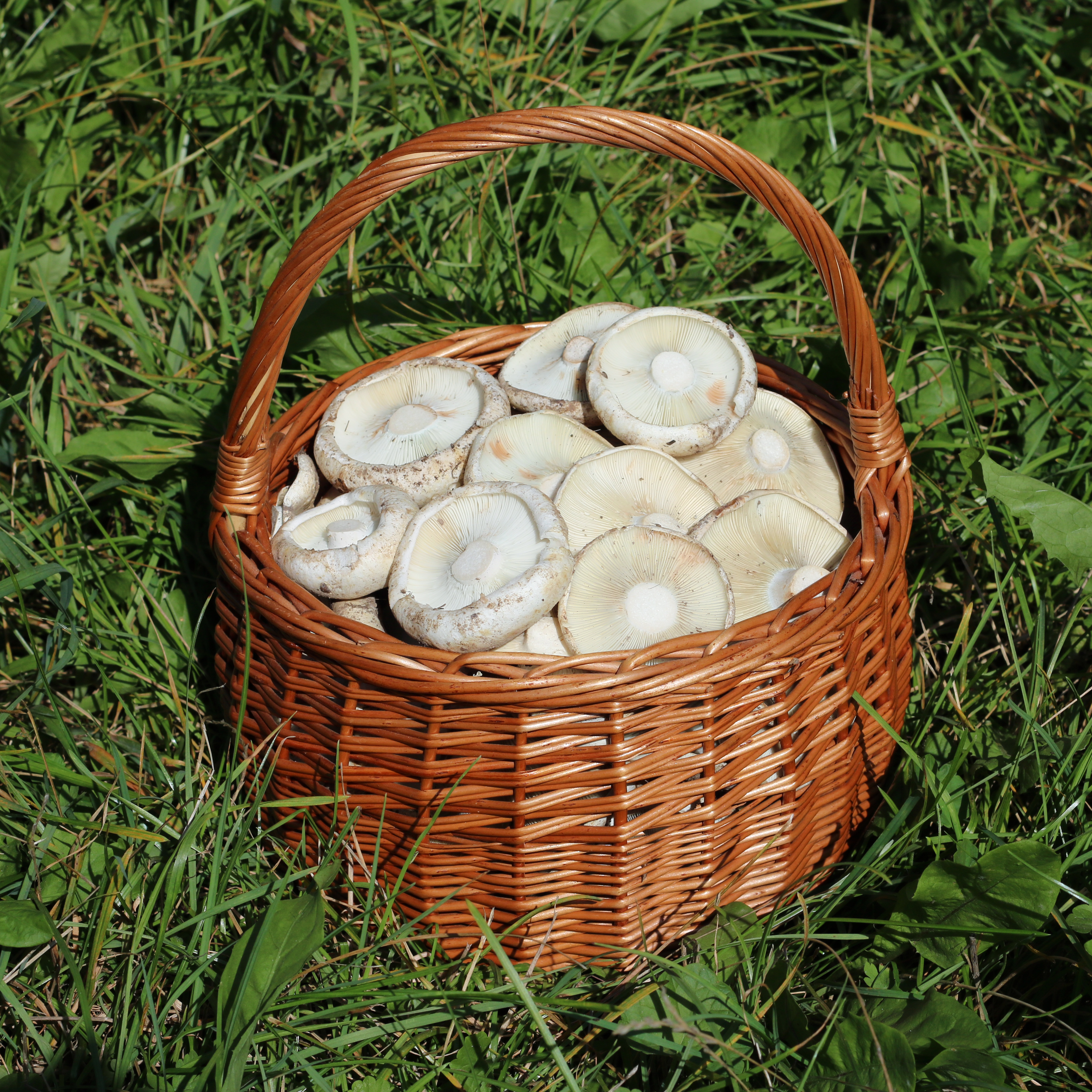
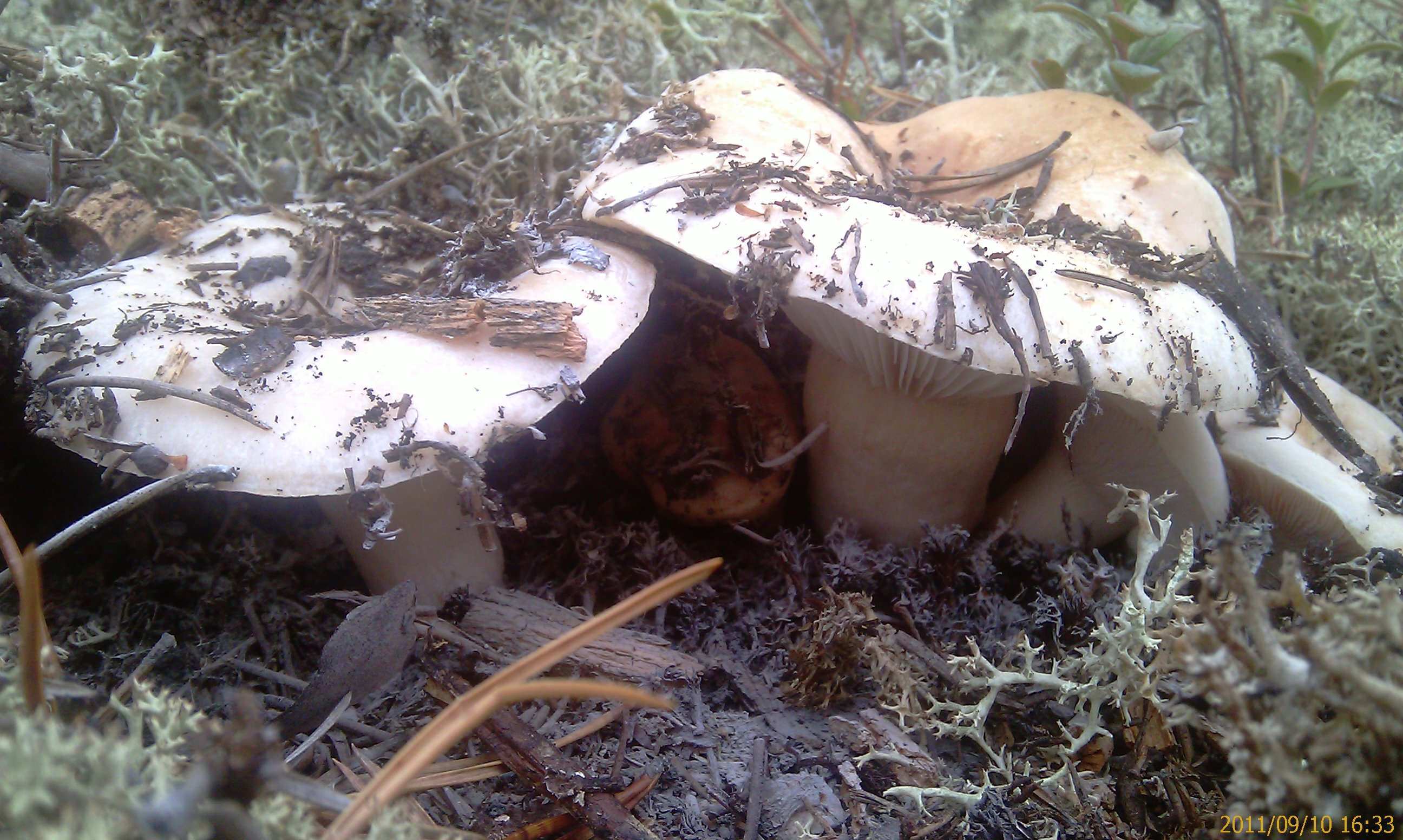
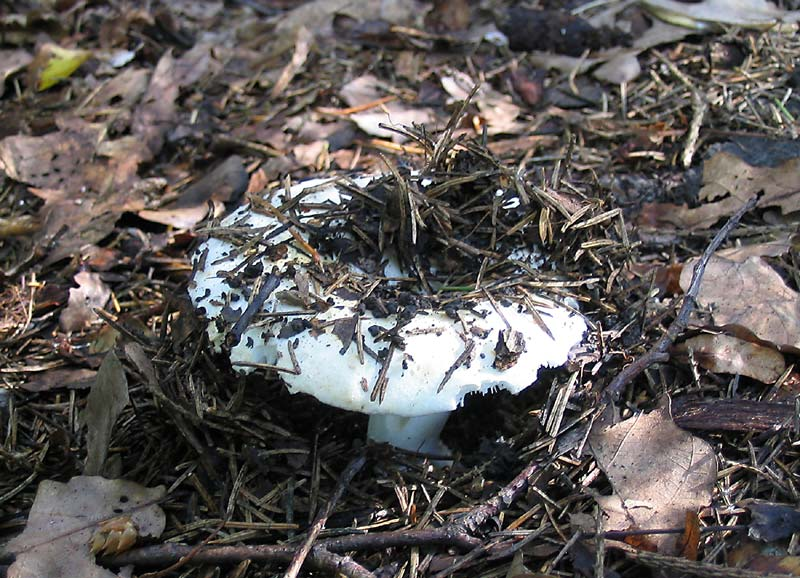